# Pleasant Island (Alaska)

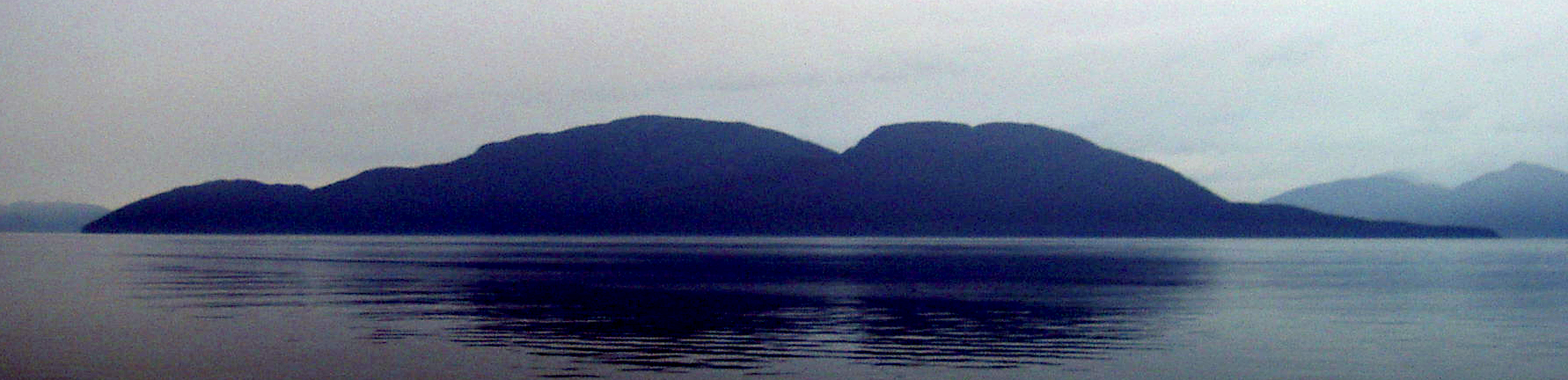
Het eiland in 2011

Pleasant Island (Tlingit: Wanachích) is een eiland in de Alexanderarchipel in de Alaska Panhandle in het zuidoosten van Alaska in de Verenigde Staten. Het is het grootste eiland in de Icy Strait tussen het zuidelijker gelegen Chichagof Island en het vasteland van de Alaska Panhandle in het noorden. Het ligt ten zuidoosten van de stad Gustavus op het platteland en ten zuidwesten van de vastelandgemeenschap Excursion Inlet. Pleasant Island heeft een landoppervlak van 49.192 km² en had geen inwoners bij de volkstelling van 2000.
Samen met Lemesurier Island en de Inian Islands vormt het de Pleasant/Lemesurier/Inian Islands Wilderness, een wildernisgebied binnen het Tongass National Forest dat officieel is aangewezen door het National Wilderness Preservation System.